# 南艳湖公园
南艳湖公园是位於中華人民共和國安徽省合肥市合肥经济技术开发区的一個公園，总占地面积201万平方米，陆地总面积133.42万平方米。境內有名為南艳湖的湖泊。人們在南艳湖發現的鸟类已有约有90种。2014年3月，南艳湖一度更名为南雁湖。2015年，南艳湖公园开工建设，2016年完工。2016年，南艳湖景观改造工程啟動。南艳湖公园西南角為南艳湖全民健身中心，於2018年7月开工建设。